# Cuarteto para piano n.º 3 (Brahms)

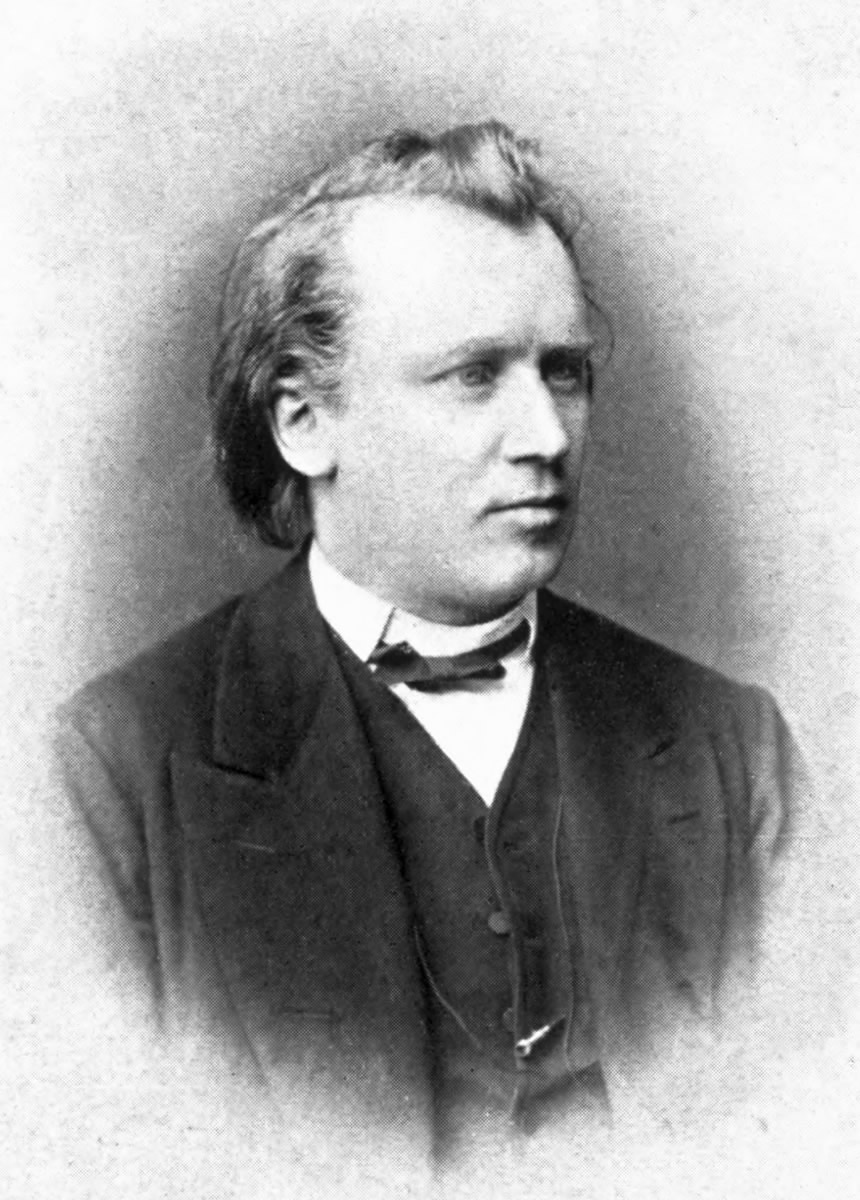
Brahms - 1872

El cuarteto para piano y cuerdas n.º 3, en do menor, op. 60 de Johannes Brahms fue esbozado en 1856 y completado en 1875 en las vacaciones de verano que pasó en Ziegelhausen, cerca de Heidelberg. El cuarteto fue publicado en 1875. El estreno tuvo lugar en Viena el 18 de noviembre de 1875 ante un público ansioso. Richard Wagner y su esposa Cosima estuvieron presentes.
El esbozo de la obra fue escrito en do menor bemol, en 1856, cuando Brahms se encontraba en el período que se ha dado a conocer como Sturm und Drang. Y sobre el primer movimiento se sabe que Brahms confió a su amigo Herman Dieters en 1868 que debía "imaginar a un hombre que se va a volar la cabeza, es para él la única solución". Muchos ven en este cuarteto una imagen del amor imposible que sentía Brahms por Clara Schumann. A veces se le llama el Cuarteto Werther en referencia a Las penas del joven Werther de Goethe. 

## Estructura

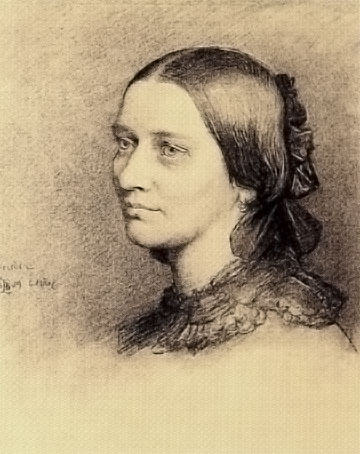
E Bendemann - Clara Schumann (1859)

La obra está escrita para piano, violín, viola y chelo, y está dividida en cuatro movimientos:
- Allegro non troppo, en Do menor
- Scherzo: Allegro, en Do mayor
- Andante, en Mi mayor
- Finale: Allegro comodo, en Do mayor

Tiene una duración aproximada de 33 minutos.

## Análisis

### Primer movimiento:Allegronon troppo, enDo menor
El primer movimiento es un movimiento en forma de sonata en do menor. Comienza con el piano tocando octavas desnudas. El violín, la viola y el violonchelo tocan después el primer tema. Algunos han especulado que el motivo del tema es una expresión musical del nombre "Clara", en referencia a Clara Schumann, la compositora, pianista y amiga de toda la vida e interés amoroso de Brahms. Es la versión transpuesta por Brahms del "tema de Clara" de Robert Schumann, que se encuentra en varias piezas como su Bunte Blätter, op. 99 (1841), del que tanto Clara como Brahms escribieron conjuntos de variaciones para piano. El tema de Clara fue detectado por primera vez por Eric Sams en sus ensayos y libros sobre Schumann y Brahms. En su ensayo de 1971 “Brahms and his Clara Themes”, Sams escribe sobre el “tema de Clara” en el op. 60: “El primer tema de esa obra autobiográfica es doblemente expresiva de Clara. Además, hay evidencia directa de que esta forma melódica en realidad le encarnaba, tanto a Brahms como a Schumann.”
Después de la primera presentación del tema, el piano toca octavas en Si♭. Los motivos de apertura, nuevamente tocados por las cuerdas, se vuelven más cromáticos e inquietantes, hasta descansar finalmente en la dominante de do, sol mayor. La viola y el violín tocan octavas de pizzicato en Mi♮ antes de que las cuerdas caigan en cascada hacia la escala menor armónica de Do que marca el comienzo del primer tema, declarado forte. Después de un breve desarrollo de este tema, un gesto ascendente a base de semicorcheas alternadas entre las notas de una segunda menor sirve de transición al segundo tema en el relativo mayor de do menor, mi♭ mayor. Este segundo tema es un tema de ocho compases establecido inicialmente solo en el piano. Brahms usa después  la técnica del tema y variaciones para construir cuatro variaciones sobre este tema, cada una de ocho compases de larga. Una breve idea basada en el tema de apertura cierra la exposición, que no se repite.
La sección de desarrollo comienza reafirmando el tema de los compases 32–35 en Mi ♭ menor. Esto se mueve a Si mayor para una nueva frase en fortissimo (quizás una variación) basada en el mismo tema. Los motivos de suspiros iniciales del cuarteto se desarrollan en un pasaje en mi menor que incorpora una figura de tresillo en el segundo tiempo del compás y, finalmente, la frase anterior en si mayor se reafirma de manera idéntica en sol mayor. El segundo tema de la exposición se trata luego en un contrapunto imitativo (casi canónico) en do menor. Después del comienzo del tercer tratamiento contrapuntístico de este tema, un pedal dominante se sostiene en octavas en Sol. Esto se resuelve inesperadamente en un acorde de La ♭ mayor que rápidamente se reduce a Do menor por el motivo de suspiro de apertura en el piano.
El motivo del suspiro indica el comienzo de la recapitulación. Sin embargo, en lugar de afirmar la tónica de do menor, Brahms toma la recapitulación en una dirección diferente: la sección de apertura nuevamente termina con un pedal dominante en sol con el violín y la viola tocando octavas de pizzicato en Mi♮, pero el Mi♮ se usa para cambiar la música a Mi menor. Se emplea el descenso cromático para llevar la música a una media cadencia en Re, lo que lleva al segundo tema en Sol mayor. Este es quizás el único movimiento de forma de sonata en el modo menor en el que la recapitulación presenta al segundo tema en la tonalidad de la dominante mayor. El segundo tema lo enuncia primero la viola, seguida de tres nuevas variaciones (la primera tocada por el violín, la segunda y la tercera por el piano), y una de las mismas variaciones que la exposición. Una quinta variación conduce a una breve digresión en do mayor pero se vuelve cromática y termina con un desarrollo del primer tema, llegando a una cadencia en do. A esto le sigue una breve coda que amplía los primeros motivos escuchados en la pieza. Sin embargo, podría decirse que la tonalidad de Do menor no está claramente establecida por la recapitulación (la armadura de Do menor está presente al final del movimiento en menos de dos páginas completas). El movimiento termina con una clara cadencia tónica-dominante-tónica perfecta, afirmada en el piano. La naturaleza expansiva y exploratoria del movimiento, junto con la tranquila dinámica de cierre, ayuda a que la progresión cadencial final convencional parezca misteriosa.

### Segundo movimiento:Scherzo:Allegro, enDo mayor
El segundo movimiento es un tempestuoso scherzo (forma ternaria) en métrica doble compuesta en Do menor, la misma tonalidad que el primer movimiento. Donald Francis Tovey argumenta que Brahms pone el scherzo en la misma tonalidad que el primer movimiento porque el primer movimiento no estabiliza suficientemente su propia tónica y requiere que el segundo movimiento proporcione el equilibrio tonal no previsto al final del primer movimiento. Aunque es el scherzo más corto de los cuartetos para piano de Brahms, es formal y tonalmente muy complejo.
El movimiento comienza con un motivo de apertura de una octava descendente en Sol y una segunda menor ascendente a La♭ enunciada por el piano, seguida de una línea diatónica descendente acompañada por las cuerdas. El primer tema, que claramente se deriva del motivo de apertura, es inmediatamente interpretado por el solo de piano después de esto y Brahms usa la técnica de la variación en desarrollo para expandir este tema. La mayoría de las ideas melódicas se pueden rastrear hasta el motivo de apertura o el segundo menor ascendente del motivo de apertura, que, en particular, es la inversión de los suspiros descendentes de la introducción del primer movimiento. Este scherzo es muy cromático e inestable tonalmente, aunque en realidad pasa a una frase secundaria en la dominante y vuelve a la tónica con frecuencia. El scherzo termina con un pedal en la tónica do menor.
La sección intermedia no está delimitada por el título de trío como lo están las secciones intermedias de los scherzi de los dos cuartetos para piano anteriores de Brahms. Además, esta sección central sirve más como una sección de material de contraste que como un contraste estructural: mantiene la misma clave, compás y tempo que el scherzo, no está marcada musicalmente de manera clara e incluso desarrolla el mismo tema del scherzo. Uno puede discutir si es de hecho un trío, como lo conocían los compositores del siglo XIX. No obstante, la sección central comienza con un tema nuevo, una línea ascendente en negras en las cuerdas, acompañada de una figura de tresillo descendente tocada por el piano. Esta instrumentación pronto se invierte y los temas anteriores del scherzo se desarrollan aún más. La transición de regreso al scherzo desarrolla y disminuye rítmicamente el motivo de apertura del scherzo y es la sección más cromática, rítmicamente compleja, ruidosa y dramática del movimiento. El scherzo se repite casi en su totalidad, sin embargo, la sección inmediatamente anterior al pedal de tónica se omite y se reemplaza con un acorde culminante en un registro muy alto en las cuerdas, que termina con una tercia en Do mayor con tres fuertes declamaciones de la tónica. acorde mayor.

### Tercer movimiento:Andante, enMi mayor
El Andante está en forma ternaria modificada: ABCA′ con coda. Este es el único movimiento del cuarteto que no está en Do menor y está en la tonalidad de Mi mayor, una tonalidad remota en el contexto del do menor. Esto puede explicarse por su origen como el movimiento lento de un cuarteto de piano en Do sostenido menor, que Brahms posteriormente revisó y publicó como Op. 60 en Do menor. La tonalidad de Mi mayor se explica fácilmente en el contexto tonal de Do sostenido menor, pero la elección de la tonalidad de este movimiento no ha sido revisada como lo fue el primer movimiento. Hay que tener en cuenta también que el movimiento lento de la Sinfonía No. 1 en do menor también está en mi mayor. El Andante comienza con una deliciosa melodía interpretada por el violonchelo en su registro alto (tema A) con solo el piano como acompañamiento. El material temático de apertura de esta melodía es una secuencia de terceras descendentes, una figura utilizada con frecuencia por Brahms (como en su Op. 119, No. 1, y la apertura de la Sinfonía No. 4, por nombrar dos ejemplos). El violín finalmente se une con una nueva melodía en el violonchelo. La viola entra después con una paulatina idea descendente para todos. La sección A, en sí misma en una especie de AAB, que termina en la clave dominante tradicional de Si mayor.
La sección B (en forma ABAB) comienza con una línea melódica ascendente sincopada progresiva en el violín para ser tocada muy suave (Tema B). El piano comienza a ganar protagonismo con una versión distorsionada de la línea de apertura del violonchelo, tocada simétricamente en el piano (Tema C). Otro tema desarrollado en la sección B es una línea descendente con ritmos punteados (Tema D).
La tercera sección comienza en Si mayor pero es muy cromática. El piano toca una versión del tema B en octavas rotas con notas de octava consistentes tocadas por el violín y la viola. Esta figura termina con una versión del tema de Do en octavas quebradas en el piano. Esto se alterna con la sección de cuerdas, que desarrolla el tema de Do. El piano se reincorpora y desarrolla los temas de Do y Re con las cuerdas en Mi menor, pero el violín pronto toca el tema de Re en otras cuerdas. En este punto, las cuerdas se alternan con el piano, que toca el tema Re en una paleta armónica inestable en octavas rotas, mientras que las cuerdas tocan una combinación de temas C y D. Este pasaje de instrumento alternativo se mueve de E menor a C menor, en Sol# menor de nuevo en Mi mayor, en la repetición de la sección A.
Las únicas diferencias significativas entre la primera y la segunda sección A son que en la segunda, el piano se mueve en tresillos, hay una textura de cuerda completa casi en su totalidad (a menudo usando pizzicato), y el piano comienza el tema (aunque pronto es reemplazado por el violonchelo). La coda es introducida por una nueva progresión de acordes en la primera idea de todos y una línea de violonchelo solista. El tema B es introducido primero por la viola y luego por el violín, y el movimiento concluye con el primer compás del tema A, interpretado primero por el violonchelo y luego por el piano, concluyendo con una declaración de pianissimo en la tónica.

### Cuarto movimiento:Finale:Allegro comodo, enDo mayor
El movimiento final es una sonata-allegro en Do menor con un tema secundario en Mi bemol mayor. El tempo es Allegro comodo y la exposición se repite. El acompañamiento de piano del primer tema, mencionado inmediatamente en el compás 1, está tomado de la línea de apertura para piano del Trío para piano en do menor, op. 66, movimiento 1, de Felix Mendelssohn. El Trío para piano de Mendelssohn también contiene una cita de una melodía coral del salterio ginebrino del siglo XVI "Vor deinen Thron tret ich hiermit" ("Ante tu trono aparezco ahora"). Vincent C. K. Cheung también ha señalado que el movimiento de apertura Sol-Mi bemol del violín, junto con Sol-Sol-Do del piano, apunta mucho hacia el "tema del destino" en la Sinfonía No. 5 de Beethoven.[8] La pieza de Brahms opera, por tanto, en varios niveles de referencia (literario y musical) y de cita.
El movimiento comienza con el violín tocando un tema sobre el acompañamiento del piano. Ambas líneas son temas separados que se desarrollan individualmente a lo largo del movimiento, pero son similares en un aspecto principal: ambas consisten en tres notas ascendentes precedidas por una repetición, yendo a un tono vecino de la nota más alta y volviendo a esa nota. La línea de violín usa un tono de proximidad más alto mientras que la línea de piano usa un tono de proximidad más bajo. Esto es crucial para comprender el desarrollo de las ideas temáticas de Brahms sobre este movimiento.
La melodía del violín es animosa y en su mayoría diatónica, tocada sobre un enérgico acompañamiento de piano. Pasa de Do menor a Sol menor, aunque termina con un cambio de modo a Sol mayor. Luego, el violín toca una melodía que desciende gradualmente, que tras una inspección minuciosa resulta ser una inversión de su tema original en negras sucesivas. La viola y el violonchelo pronto acompañan a esta figura. Esto avanza hasta el compás 39, donde un tema atronador estalla en todos los instrumentos. Esto rápidamente se mueve hacia una idea construida en trillizas. Tonalmente, este pasaje está en Do menor y la progresión final termina con una alternancia entre Si disminuida y La bemol mayor. El piano toca un acorde roto mayor en La bemol, seguido de un acorde roto menor en La bemol que se usa para hacer una transición a Mi bemol mayor.
La sección en relativa mayor comienza con un tema claramente compuesto por el tema del acompañamiento pianístico, en este caso planteado por el violín y la viola moviéndose al unísono sobre un acompañamiento pianístico basado en la figura del acorde quebrado anterior. Esto se intercambia brevemente con una contramelodía de violonchelo. Cuando el violín y la viola alcanzan un registro inesperadamente alto, el piano interrumpe tocando un explosivo acorde de séptima dominante quebrado. Las cuerdas responden con un tema pianístico, homofónico, homorítmico para ser tocado suavemente. Esta idea está tomada directamente del tema de las cuerdas de apertura del primer movimiento. En lugar de acompañar este tema, el piano toca un acorde descendente quebrado después de cada expresión. La exposición termina en Mi bemol mayor y Brahms indica que debe repetirse.
El desarrollo comienza con una exploración de la tercera descendente que inicia el tema del violín de apertura; cuando se secuencia, produce una serie de tercios descendentes que recuerdan el tema de apertura del tercer movimiento. El piano acompaña esto con su tema de apertura. Brahms elimina rápidamente las alteraciones de la armadura a medida que la pieza avanza hacia Re mayor y La menor. Se intercalan frases cromáticas descendentes tocadas por el piano. En los compases 117-118, el violonchelo introduce una nueva idea de cuatro notas tocadas en pizzicato bajo el piano. Esta idea está tomada de la segunda mitad del primer tema para el piano. La viola toca la apertura del primer tema para el piano, que recuerda una inversión de terceras secuenciadas desarrollada momentos antes. Brahms repite este patrón casi exactamente, pasando de La menor a E menor a Mi menor. En Si menor, el piano desarrolla más su tema inicial. Esta parte de la sección de desarrollo concluye con frases sincopadas para viola y piano, que ocupan la segunda mitad del primer tema para piano en si menor.
Karl Geiringer ha demostrado que la siguiente sección (compases 155-188) se inserta "para mitigar la excesiva concisión de este movimiento". Las inserciones posteriores fueron atípicas en Brahms debido a su "búsqueda de compresión" y parece que "por una vez se pasó de la raya". La última adición explica el alejamiento de Si menor, solo para volver a la tonalidad unos treinta compases más tarde. Esta sección continúa con el tema homorítmico en Sol mayor, luego en Mi bemol mayor. Lo que sigue es un desarrollo rápido del tema de apertura para piano en Do menor, con todas las cuerdas tocando las cuatro notas iniciales. Esta secuencia exacta se usa nuevamente en la coda para transformar el movimiento de modo menor a modo mayor. Un acorde de séptima dominante de Do menor se usa como un acorde de pivote de regreso a Si menor (una progresión similar se usa en la Balada de Brahms, Op. 118, No. 3, en la que un acorde de séptima dominante construido sobre sol cambia abruptamente en Si mayor). El violín desarrolla su tema inicial en Si menor y luego en Re menor con los tres instrumentos de cuerda. Las notas finales del tema (Fa – Mi bemol) se secuencian e invierten repetidamente, recordando el significado de los segundos descendentes en el primer movimiento de este cuarteto. Se mueve de Re menor a Sol menor a Do menor. El final de la sección de desarrollo presenta un La bemol muy alto y sostenido, que es paralelo al final de la sección de desarrollo del primer movimiento.
La recapitulación, que vuelve a la tonalidad de Do menor, comienza con el tema inicial de violín tocado forte por todas las cuerdas, acompañadas por el piano tocando octavas partidas en tresillos, perfilando las notas principales de su tema. Después de la primera frase, el piano retoma su acompañamiento original y las cuerdas se reducen a una dinámica pianística. Esto procede de manera similar a la exposición, aunque con los temas desarrollados de manera más amplia. En particular, la música se inclina más hacia el Sol menor y la armadura cambia a Do mayor, ya que la sección principal relevante de la exposición está en la tónica mayor en la recapitulación. El resto de la recapitulación es casi idéntica a la exposición, que termina en Do mayor.
La coda comienza en el compás 311, con el piano tocando en voz alta el tema homorítmico, alternando con las cuerdas. El tema del violín es luego tocado por las cuerdas en Do mayor, pero pronto regresa a Do menor (también regresa la armadura). Vuelve la idea de cuatro notas de la sección de desarrollo, esta vez con su primera nota eliminada. La escala cromática descendente en el piano, una abreviación del tema del violín en la viola, el tema de cuatro notas y la progresión de acordes indican que la coda bebe más de la sección de desarrollo que de la exposición o recapitulación. La música desciende silenciosamente en una sección tranquila en la que la inversión del tema del violín (indicada por primera vez en los compases 21-22 de la exposición) se secuencia a través de las cuerdas mientras el piano continúa desarrollando su tema inicial. El violín y el violonchelo finalmente sostienen la tónica Do durante un período prolongado de tiempo, mientras que el piano y la viola comienzan a inclinarse hacia la tónica mayor en una progresión continua. Todos los instrumentos continúan desvaneciéndose mientras el piano toca una escala cromática descendente final, el violín y la viola combinan el tema de apertura del piano con el ritmo de la nota negra del tema del violín, y el violonchelo sostiene un Do bajo. Cuando el piano y las cuerdas alcanzan sus notas finales, se sostiene brevemente un acorde de Do mayor, declarado pianissimo, que brilla en la niebla. Dos fuertes acordes de do mayor repentinos completan este cuarteto.